# Masaya Hashimoto
橋本昌哉
Masaya Hashimoto (橋本昌哉, Hashimoto Masaya) est un développeur de jeu vidéo et game designer japonais né le 2 mai 1961.

## Biographie
Dans les années 80, Masaya Hashimoto est embauché chez Nihon Falcom en tant que programmeur. En 1987, il a l'occasion de réaliser son propre jeu au sein de l'entreprise, qui deviendra le premier Ys. Il poursuivra la série en tant que Game Designer, développeur et réalisateur d’Ys II et III.
Peu avant la sortie d’Ys III, il quitte Falcom pour fonder avec Tomoyoshi Miyazaki, rencontré lors du développement d’Asteka II, Quintet. Il participera au programme de tous les titres de l'entreprise jusqu'en 1993, après quoi il se concentrera sur un rôle de producteur.
En 1991, il enseigne en tant que conférencier invité à l'Enix Game School.
Après la fermeture de Quintet en 2008, il travaille chez Ancient. Il quitte l'entreprise quelques années plus tard.
En 2019, il programme le puzzle game Yokotama chez InisJ.

## Travaux[3]
| Année | Plate-forme      | Titre                                          | Rôle                                                |
| ----- | ---------------- | ---------------------------------------------- | --------------------------------------------------- |
| 1986  | PC-88            | Templo del Sol: Asteka II                      | Programmeur                                         |
| 1986  | PC-88            | Xanadu: Scenario II                            |                                                     |
| 1987  | PC-88            | Ys I: Ancient Ys Vanished                      | Programmeur, game design, réalisateur               |
| 1987  | PC-88            | Sorcerian                                      | Remerciements                                       |
| 1988  | PC-88            | Ys II: Ancient Ys Vanished - The Final Chapter | Programmeur, game design, réalisateur               |
| 1989  | PC-88            | Ys III: Wanderers from Ys                      | Programmeur, game design, réalisateur (non crédité) |
| 1990  | Super Famicom    | ActRaiser                                      | Programmeur, réalisateur                            |
| 1992  | Super Famicom    | Soul Blazer                                    | Programmeur, réalisateur                            |
| 1992  | Super Famicom    | Dragon Quest V                                 | Programmeur                                         |
| 1993  | Super Famicom    | ActRaiser 2                                    | Programmeur, réalisateur                            |
| 1993  | Super Famicom    | Illusion of Time                               | Programmeur, réalisateur                            |
| 1994  | Super Famicom    | Robotrek                                       | Réalisateur                                         |
| 1995  | Super Famicom    | Terranigma                                     | Producteur                                          |
| 1997  | PlayStation      | The Granstream Saga                            | Remerciements                                       |
| 1998  | Saturn           | Code R                                         | Producteur exécutif                                 |
| 1999  | PlayStation      | Planet Laika                                   | Programmeur                                         |
| 2001  | Game Boy Advance | Robopon 2                                      | Programmeur                                         |
| 2002  | Game Boy Advance | Majikaru hōshin                                | Driver sonore                                       |
| 2004  | Game Boy Advance | Blender Bros.                                  | Son                                                 |
| 2019  | iOS              | Yokotama                                       | Programmeur                                         |